# Крістіан Бернс
Крістіан Бернс (англ. Christian Anthony Burns; 18 січня 1974 року) — англійський співак і автор пісень.
Бернс був виконавцем популярної британської гурту BBMak разом із Mark Barry і Stephen McNally. Гурт BBMak продав близько трьох мільйонів альбомів по всьому світу. В 2003 році гурт розпався і всі виконавці зайнялися сольною кар'єрою. Бернс співпрацював із різними музикантами і танцювальними проеками. В 2007 році разом з Tiësto, був створений трек «In the Dark» для альбому Elements of Life.
Також він взаємодіяв з Richard Durand над «Night & Day» і Армін ван Бюрен на треком «This Light Between Us», з альбому Mirage. Інші треки також були створені сумісно з Matt Darey, Себастьян Інгроссо, Dirty South.